# Oncideres tuberosa
Oncideres tuberosa là một loài bọ cánh cứng trong họ Cerambycidae.